# Cimetière Saint-Joseph
Le cimetière Saint-Joseph est un ancien cimetière qui était situé entre les rues Montmartre, du Croissant et Saint-Joseph dans l'actuel 2e arrondissement de Paris.

## Situation
Ce cimetière, d'une superficie de 510 m2, occupait une étroite bande de terrain délimitée par les actuelles rue du Croissant au Nord, la rue Saint-Joseph au Sud, et était séparé par quelques maisons de la rue Montmartre (actuels nos 142-144) sur le côté Ouest.

## Historique
La paroisse de Saint-Eustache était l'une des plus importantes et des plus étendues de Paris. À cette époque les corps des défunts étaient portés à bras et, afin de réduire les distances, la paroisse possédait quatre petits cimetières : 
1. le cimetière Saint-Eustache, proprement dit, qui entourait l'église ;
2. le cimetière de la rue du Bouloi ;
3. le cimetière Saint-Joseph ;
4. le cimetière des Porcherons également appelé cimetière Saint-Jean-Porte-Latine.

La paroisse disposait également en commun, avec d'autres paroisses, du cimetière des Innocents réservé pour les paroissiens habitant la partie Sud-Est.

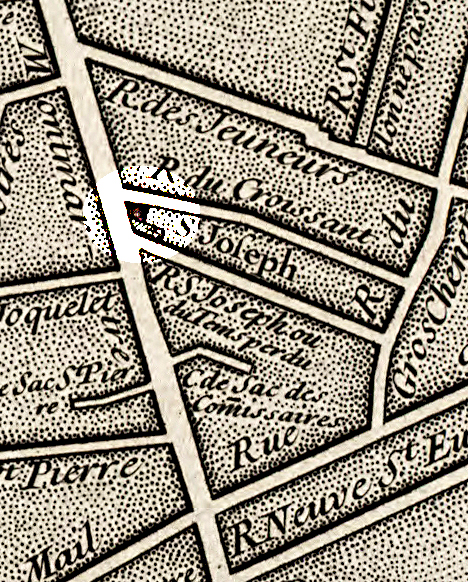
L'église et le cimetière Saint-Joseph (pastille claire) sur le plan de Roussel de 1730.

Les paroissiens habitant la partie Nord étant trop éloignés, la Fabrique acheta en 1625, un terrain de 510 m2 délimité par la rue Montmartre, la rue du Croissant et la « rue du Temps-Perdu » (actuelle rue Saint-Joseph).
Une petite chapelle fut édifiée le 14 juillet 1640, à l'emplacement de l'actuel no 140 rue Montmartre, qui était également l'entrée de ce cimetière. Dans cette chapelle, succursale de l'église Saint-Eustache, n'y étaient célébrés que les services funèbres.

Le cimetière, qui recevait environ 300 corps par an, était divisé en deux parties. En 1763, une enquête de salubrité trouvant que les 40 000 corps reçus, depuis son ouverture, avaient infecté le cimetière et le quartier, il disparut en 1796 après avoir été fermé et le contenu a ensuite été déplacé dans les Catacombes.
En 1792, cette chapelle devint le lieu de réunion de la section révolutionnaire du Faubourg Montmartre qui prit ensuite le nom de Brutus.
En 1794, elle est utilisée par le Conservatoire de musique puis elle fut démolie en 1800.
En 1806, sur l'emplacement du cimetière et de la chapelle se trouvait le marché Saint-Joseph. Il fut restauré en 1843 et démoli en 1882 et remplacé par un immeuble où s'installèrent tour à tour, jusqu'en 1914, l'imprimerie Paul Dupont, puis les journaux le Radical, l'Aurore, l'Univers, le Jockey, la Patrie, la Presse, l’Écho de l'Armée,...

## Personnalités inhumées
- Jean Martin de Laubardemont, magistrat en 1656.
- François Couperin, compositeur, organiste et claveciniste, en 1733.
- Jacques-Antoine-Hippolyte de Guibert, membre de l'Académie française, en 1790.
- Gabriel Nicolas de La Reynie, premier lieutenant général de police de Paris, en 1709.
- Molière, comédien et dramaturge, en 1673.
- Anna Maria Mozart, épouse de  Leopold Mozart et mère de Maria Anna Mozart et Wolfgang Amadeus Mozart, en 1778.
- Gédéon Tallemant des Réaux, écrivain et poète, en 1692.

Dans son ouvrage Dictionnaire historique des rues de Paris Jacques Hillairet indique que l'abbé d'Olivet fait une erreur en affirmant, dans son Histoire de l'Académie française, que Jean de La Fontaine avait été enterré au même endroit que Molière, car Jean de La Fontaine a été inhumé au cimetière des Innocents.

### Sources et bibliographie
- Jacques Hillairet : Les 200 cimetières du vieux Paris
  -  : Dictionnaire historique des rues de Paris

### Article lié
- Liste des cimetières de Paris